# 羽後中里站

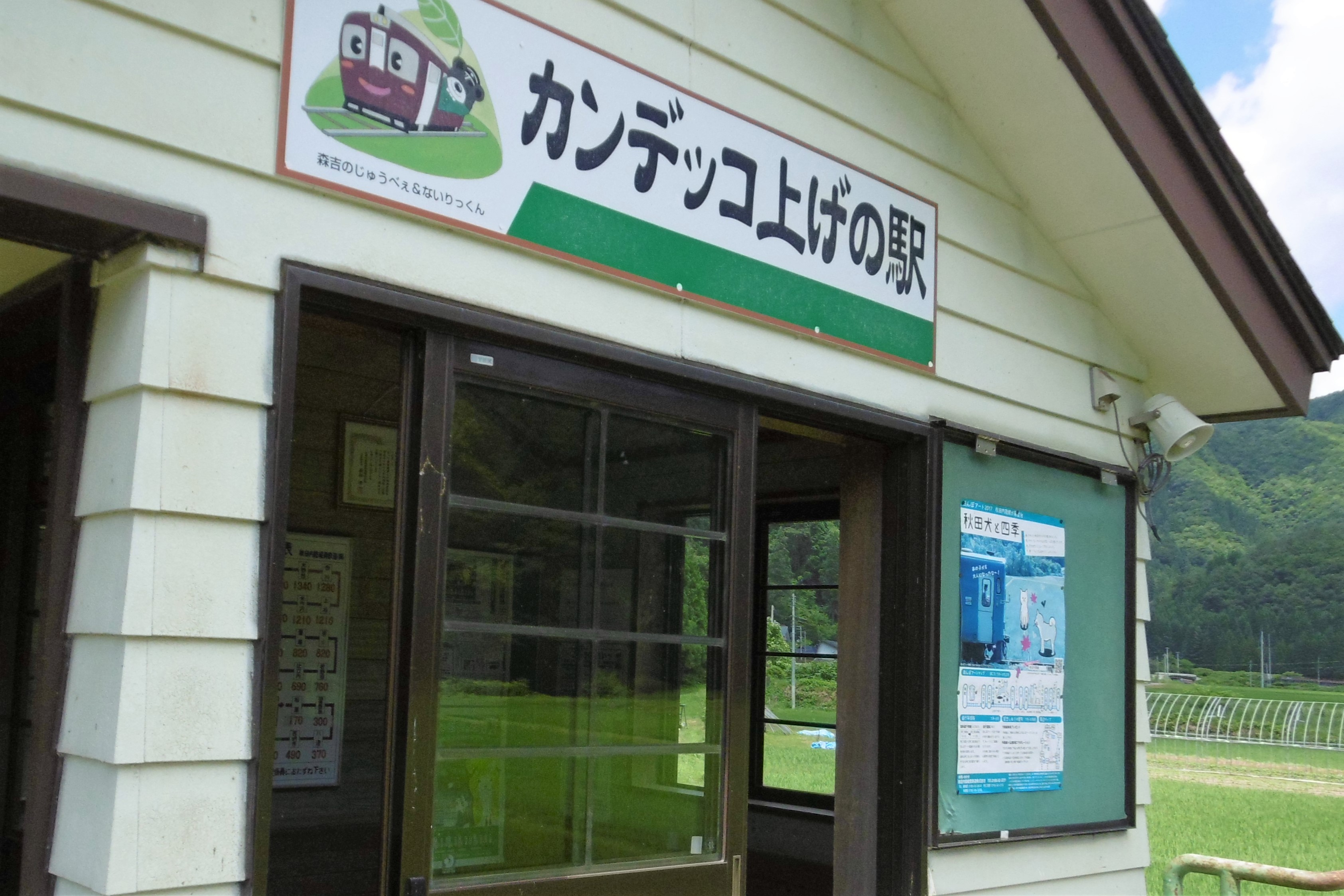
候車室入口(2017年7月)

羽後中里站（日语：／ Ugo-Nakazato eki */?）是位於秋田縣仙北市西木町上檜木字中里，秋田內陸縱貫鐵道的秋田內陸線車站。

## 歷史
- 1989年（平成元年）4月1日 - 秋田內陸縱貫鐵道車站啟用，當時車站位於仙北郡西木村（日语：西木村）。

## 車站構造
此站是地面車站，設有1面1線的單式月台。沒有車站大樓，在月台上設有候車處。

## 使用狀況
| 1日上落車人次 | 1日上落車人次 |
| 年度          | 1日平均人次   |
| ------------- | ------------- |
| 2016年        | 3             |
| 2017年        | 5             |

## 車站周邊
車站西邊設有國道105號向南北兩方伸延。

## 相鄰車站
秋田內陸縱貫鐵道
■秋田內陸線
□快速（部分下行列車停站）、■普通
左通－羽後中里－松葉

## 注腳
1. ↑  国土数値情報(駅別乗降客数データ) （日語） - 統計情報研究，2020年8月30日參閲

## 外部連結
- 路線圖（各站資訊） （页面存档备份，存于）（日語） - 秋田內陸縱貫鐵道